# Comuna Lupoglav, Istria
Lupoglav este o comună în cantonul Istria, Croația, având o populație de 924 de locuitori (2011).

## Demografie
Componența etnică a comunei Lupoglav
     Croați (78,57%)
     Necunoscut (0,76%)
     Neclasificat (20,02%)
Componența confesională a comunei Lupoglav
     Catolici (95,13%)
     Fără religie și atei (1,84%)
     Necunoscută (2,16%)
     Alte religii (0,87%)
Conform recensământului din 2011, comuna Lupoglav avea 924 de locuitori. Din punct de vedere etnic, majoritatea locuitorilor (78,57%) erau croați, cu o minoritate de afiliați religios (18,29%). Apartenența etnică nu este cunoscută în cazul a 0,76% din locuitori. Din punct de vedere confesional, majoritatea locuitorilor (95,13%) erau catolici, cu o minoritate de persoane fără religie și atei (1,84%). Pentru 2,16% din locuitori nu este cunoscută apartenența confesională.